# معركة ليندانيس

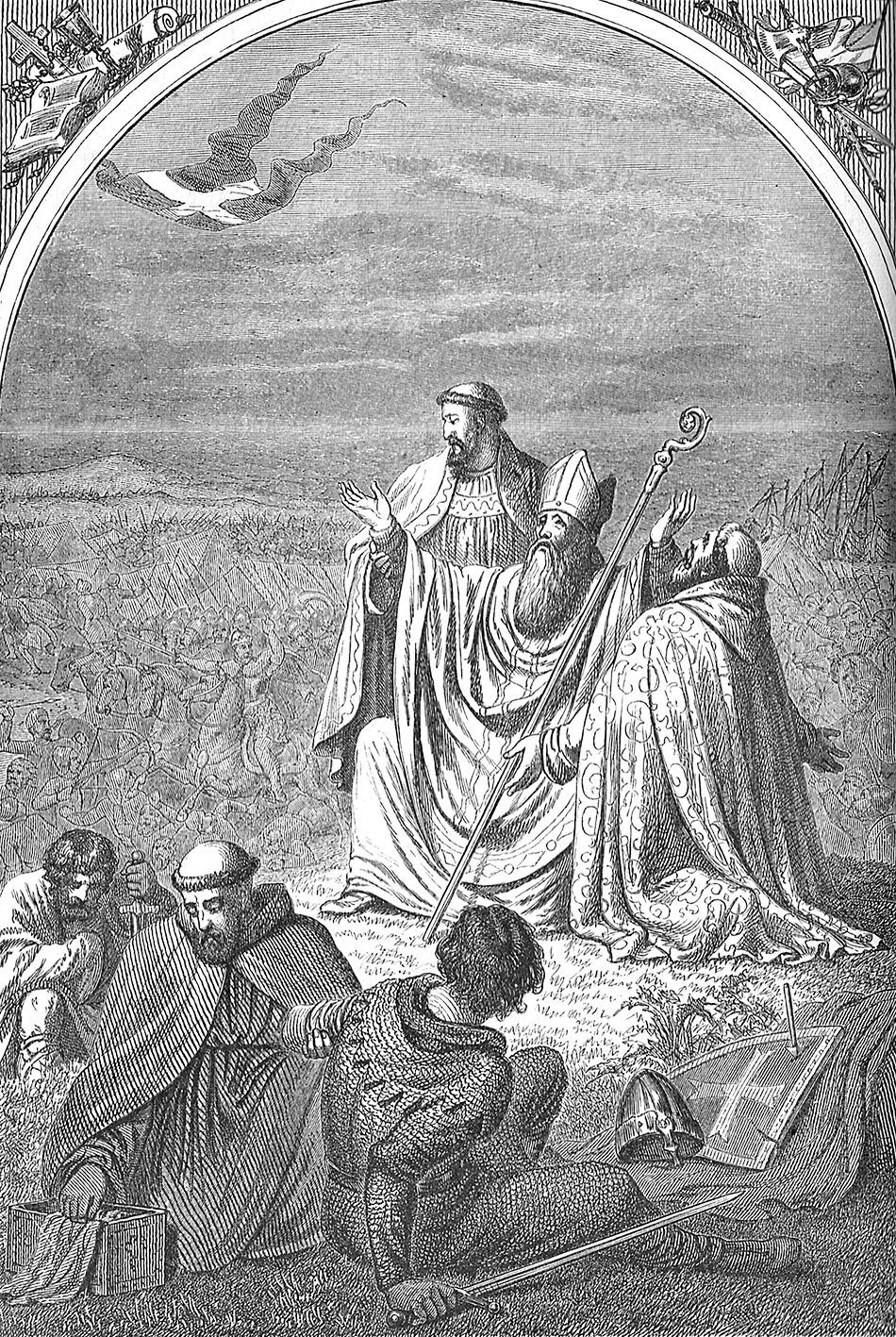
رئيس الأساقفة أندرس سونسين في معركة ليندانيس.

كانت معركة ليندانيس (باللغة الإنجليزية: Battle of Lyndanisse) أحد المعارك التي خاضتها الحملة الليفونية الصليبية، التي دارت بين مملكة الدنمارك مع العديد من الحلفاء الألمان والقبائل الإستونية الوثنية. ساعدت المعركة الملك فالديمار الثاني ملك الدنمارك في تأسيس أراضي إستونيا الدنماركية خلال الحروب الصليبية الشمالية، والتي تمت استجابة لدعوات البابا. هزم الدنماركيون الإستونيون في ليندانيس ((بالدنماركية: Lyndanisse)‏، والتي يقابلها اليوم عاصمة إستونيا تالين).
اليوم، ربما اشتهرت معركة ليندانيس بأسطورة أن العلم الدنماركي دانيبورغ، سقط من السماء تمامًا بينما كان الدنماركيون على وشك خسارة المعركة.

## المعركة نفسها
أبحر فالديمار الثاني، جنبًا إلى جنب مع رئيس الأساقفة أندرس سونيسن من لوند، والأسقف ثيودريش فون تريدين، وأتباعه الكونت ألبرت من نوردالبينجيا وويتسلاف الأول من روغن، إلى مقاطعة ريفاليا شمال إستونيا في بداية يونيو 1219. خيم الجيش الصليبي في ليندانيس وقام ببناء قلعة هناك، سميت كاستروم دانوروم، والتي أطلق عليها الإستونيون تاني لين (فيما بعد تالين ) ، وهذا يعني المدينة الدنماركية. أرسل الإستونيون العديد من المفاوضين، لكنهم كانوا يقتنصون الوقت عندما قاموا بتجميع جيش كبير بما يكفي لمحاربة الدنماركيين.
في 15 يونيو 1219 ، هاجم الإستونيون الدنماركيين بالقرب من القلعة، مباشرة بعد العشاء . تقدموا من خمسة اتجاهات مختلفة وفاجأوا الصليبيين الذين فروا في كل الاتجاهات. قُتل الأسقف ثيودريش فون تريدين على يد الإستونيين الذين اعتقدوا أنه الملك. كما حافظ الدنماركيين على ونديون التوابع، كما قام ويسلو بهجمة مرتدة سريعة أوقفت تقدم الاستونيين، ليعطي الصليبيين الوقت لإعادة تجميع صفوفهم، وهزيمة الإستونيين.

## بالاشتراك مع دانيبورغ
أكد التقليد أن العلم الدنماركي ظهر في معركة ليندانيس في 15 يونيو 1219. وتقول الأسطورة أنه خلال المعركة، في ساعة احتياج الدنماركيين، سقط دانيبورغ من السماء ومنحهم الأمل مجددًا. عندما هاجم الإستونيون المعقل الدنماركي، تعرض الدنماركيون لضغوط شديدة. رفع أندرس سونيسن، رئيس أساقفة لوند، يديه إلى السماء في الصلاة، وتمسك المدافعون بإحكام طالما أن يديه مرفوعة. عندما استنفد رئيس الأساقفة سونسين، اضطر في النهاية إلى خفض ذراعيه، وكان الإستونيون على وشك النصر. ثم سقط علم أحمر به صليب أبيض من السماء، ومنح الدنماركيين النصر.
يعتمد هذا الحساب على نسختين مختلفتين من أوائل القرن السادس عشر، كلاهما يعتمد على مصدر أقدم. وفقًا للأسطورة، استلمت الدنمارك علمها الوطني دانيبورغ خلال المعركة. تم ذكر هذه الأسطورة في الكتب الثلاثة الأخيرة (14-16) من Gesta Danorum ، والتي تصف الفتوحات الدنماركية على الشاطئ الجنوبي لبحر البلطيق والحروب الصليبية الشمالية. تم تحرير نسخة من جيستا دانوروم بواسطة الكاهن الدنماركي كريستيرن بيدرسن، ونشرها جودوكس باديوس في 15 مارس 1514.
هذا أقدم مصدر لظهور دانيبورغ في معركة ليفونيا عام 1208. لكن الراهب الفرنسيسكاني بيدر أولسن (حوالي 1527) قام بتصحيح ذلك ووضعه عام 1219. أُلحقت الأسطورة بمعركة ليندانيس. و تعتبر الاسطورة التي نشأت في الحروب الصليبية الشمالية صحيحة طبقاً للدنماركيين، حيث نشأ العلم الأحمر بصليب أبيض كرمز صليبي.

### فهرس
- الحضري وليام إل.الحملة الصليبية البلطيقية (مطبعة جامعة شمال إلينوي. 1994) (ردمك 0-87580-052-1)
- ليندهولم، ديفيد ؛ نيكول، ديفيد الحروب الصليبية الإسكندنافية البلطيقية 1100-1500 (Osprey Publishing ؛ 2007) (ردمك 978-1-84176-988-2)
- كريستيانسن، إريك الحروب الصليبية الشمالية: البلطيق والحدود الكاثوليكية (مطبعة جامعة مينيسوتا، 1981) (ردمك 978-0-14-026653-5)

## روابط خارجية
- Legenden om Dannebrog
- 1219 - عندما سقط العلم الدنماركي من فوق
- أصول العلم الوطني مشكوك فيها كراية من السماء